# أدريان لوروا (لاعب كرة قدم)
أدريان لوروا هو لاعب كرة قدم كندي في مركز الدفاع، ولد في 6 مايو 1987 في أوتاوا في كندا. لعب مع أوتاوا فيوري ونادي إدمونتون ونادي بان.